# 皮夏納彼得里夫卡
47°30′16″N 30°20′24″E / 47.50444°N 30.34000°E
皮什恰納-彼得里夫卡（烏克蘭語：Піщана Петрівка）是位於烏克蘭西南部的村莊，由敖德萨州贝雷济夫卡区的安德里耶沃-伊萬尼夫卡市鎮負責管轄。該村始建於1920年，面積0.92平方公里，海拔高度155米，2001年人口153，人口密度每平方公里166.3人。